# Bukovica (Rešetari)
Bukovica je naseljeno mjesto u Republici Hrvatskoj u općini Rešetari u Brodsko-posavskoj županiji.

## O naselju
U Bukovici se nalazi kapela Rođenja Blažene Djevice Marije koja pripada župi Mučeništva sv. Ivana Krstitelja iz Zapolja, te je dio Novogradiškog dekanata Požeške biskupije. 

## Zemljopis
Bukovica se nalazi sjeveroistočno od Nove Gradiške, 3 km sjeverno od Rešetara na jugozapadnim padinama Požeške gore, susjedna naselja su Baćin Dol na sjeveru, te Drežnik na istoku.

## Stanovništvo
Prema popisu stanovništva iz 2011. godine Bukovica je imala 152 stanovnika. 
| broj stanovnika | 66    | 66    | 65    | 71    | 81    | 119   | 114   | 144   | 196   | 205   | 199   | 207   | 200   | 195   | 180   | 152   | 130   |
|                 | 1857. | 1869. | 1880. | 1890. | 1900. | 1910. | 1921. | 1931. | 1948. | 1953. | 1961. | 1971. | 1981. | 1991. | 2001. | 2011. | 2021. |